# Komponente Terreste
| Foto | Kommandant                                 | Informationen          |
| ---- | ------------------------------------------ | ---------------------- |
|      | Oberstleutnant Marcelino Ximenes „Rizai“   | 6. Oktober 2016 – 2019 |
|      | Oberstleutnant Renilde Corte-Real da Silva | 15. Juli 2019–2022     |
|      | Oberst José da Costa Soares Trix           | 2022–2023              |
|      | Oberst Domingos da Costa Soares Dobu       | seit 2023              |

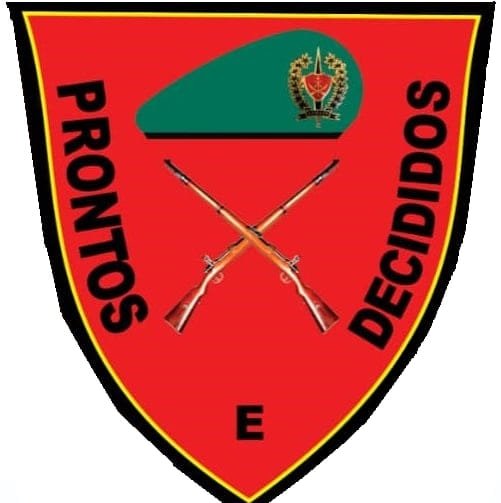
Wappen der Komponente Terreste

Die Komponente Terreste (portugiesisch Componente Terrestre) sind die Landstreitkräfte der Verteidigungskräfte Osttimors (F-FDTL). Logistik und Unterstützung sind im Hauptquartier der F-FDTL an der Avenida Nicolau Lobato in Dili. In Metinaro wird derzeit mit chinesischer Hilfe das neue Hauptquartier der F-FDTL gebaut. Kommandeur der Komponente Terreste ist seit 2023 Oberst Domingos da Costa Soares (Dobu), sein Stellvertreter ist Oberstleutnant João Bosco Ximenes (Lenok).

## Aufgaben
Die Komponente Terreste bildet den Hauptteil der F-FDTL. Es ist ihr integraler Bestandteil zum Schutz der territorialen Integrität des Landes und die Gewährleistung der Sicherheit. Außerdem beteiligt sich die Komponente Terreste an internationalen Friedenssicherungs- und Kooperationsmissionen und der Katastrophenhilfe.

## Geschichte

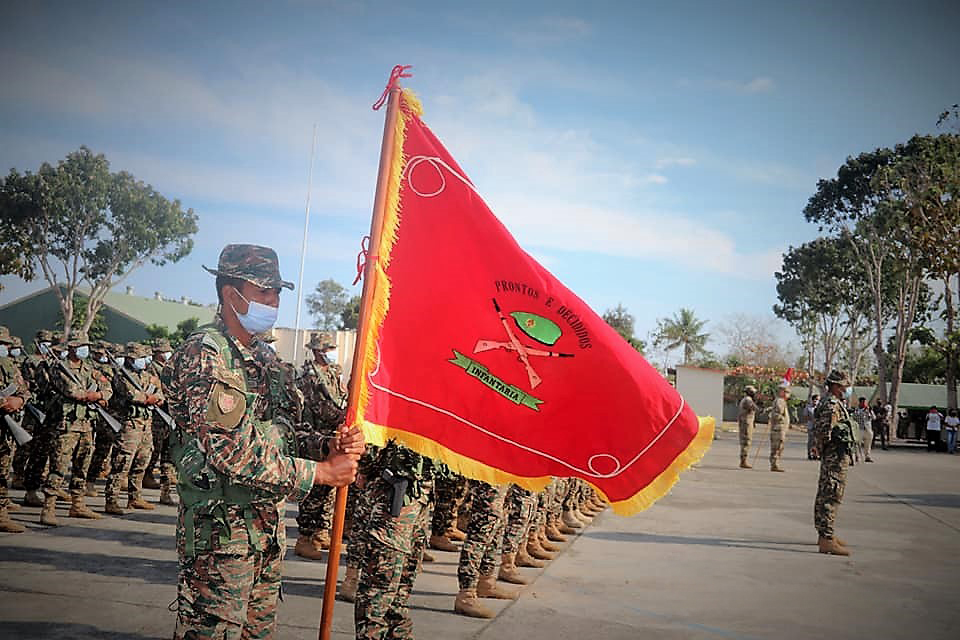
Flagge der Landstreitkräfte

Die Landstreitkräfte bestanden ursprünglich aus zwei leichten Infanteriebataillonen mit jeweils 600 bis 650 Angehörigen. Sie wurden nach dem Abzug der indonesischen Besatzer 1999 hauptsächlich durch Australier und Portugiesen ausgebildet. Jedes Bataillon hat drei Kampfkompanien, eine Unterstützungskompanie und eine Führungskompanie. Das 1. Bataillon wurde aus Veteranen des Unabhängigkeitskampfes gebildet und hat seinen Stützpunkt in Laga (Gemeinde Baucau). Das 2. Bataillon entstand hauptsächlich aus neuen Rekruten und ist im Sentru Instrusaun Komandante Nicolau Lobato CICNL (Kommandant Nicolau Lobato Trainingszentrum) nahe Metinaro stationiert. Nahezu alle Soldaten des 2. Bataillons desertierten im Laufe der Unruhen von 2006.
Die Rebellenbewegung brach nach dem Attentat in Dili und der Operation Halibur 2008 zusammen. 2015 beendete die Armee zusammen mit der Polizei in der Operation Hanita den Aufstand des Konseilu Revolusionariu Maubere (KRM).

## Gliederung

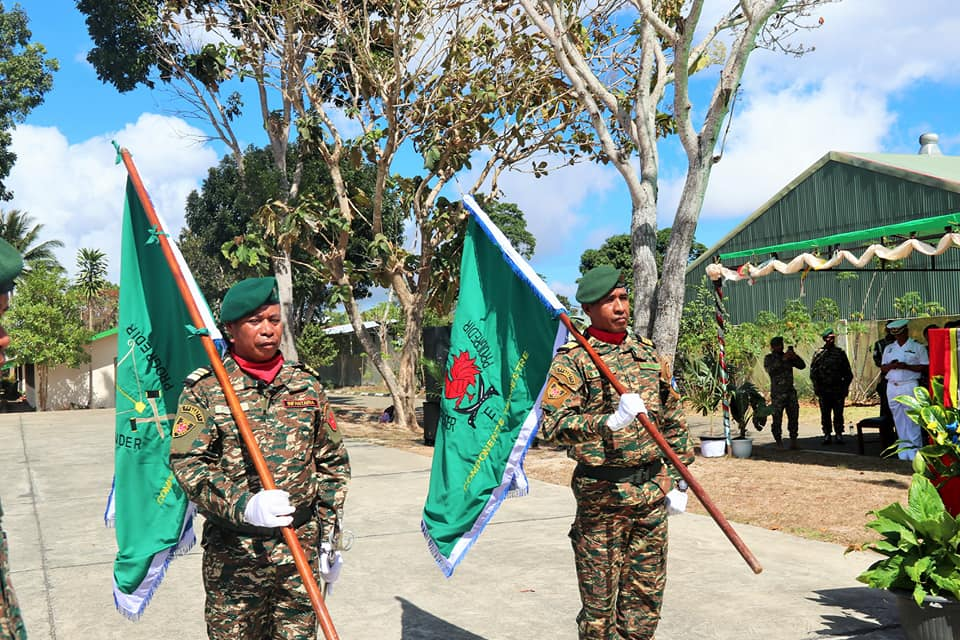
Flaggen der Bataillone

Die Komponente Terreste ist direkt dem F-FDTL-Oberkommando unterstellt. Das Kommando ist für die strategische und operative Führung der Landstreitkräfte verantwortlich.
Den Hauptteil der Komponente Terreste bildet die Infanteriebrigade. Sie ist für direkte Kampfhandlungen und Operationen in feindlichem Gebiet zuständig. Die aus dem 1. und 2. Bataillon (zeitweise Süd- und Nordbataillon) bestehende Infanteriebrigade ist unter anderem mit Sturmgewehren, Maschinengewehren und Kurzstreckenraketensysteme ausgestattet. Die Unterstützungskompanien bestehen aus Pionier-, Logistik- und Kommunikationseinheiten.
Die Spezialeinsatzkräfte oder Anti-Terror-Einheiten der Unidade FALINTIL werden für komplexe Gefährdungssituationen eingesetzt. Für den Fall von inneren Unruhen, instabiler Lagen und Notsituationen wurde die Unidade Manutensaun Ordem (Ordnungssicherungseinheit) geschaffen. Sie besteht aus der Polísia Militár.

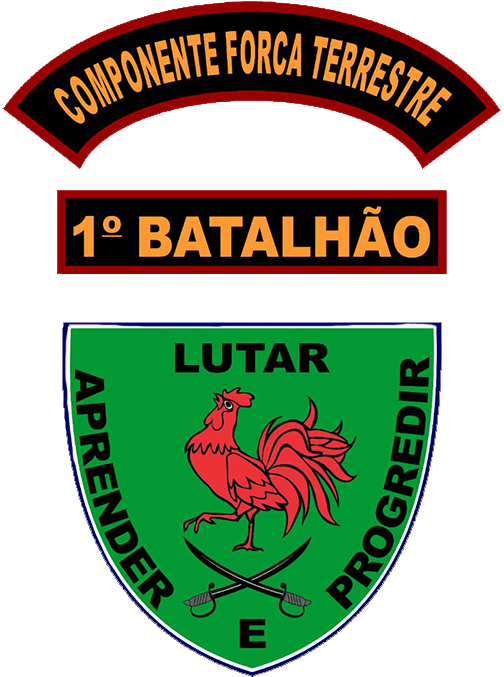
1. Bataillon
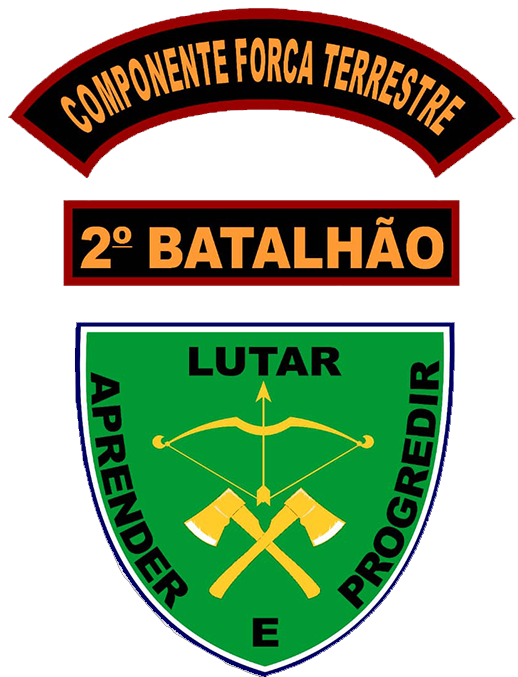
2. Bataillon
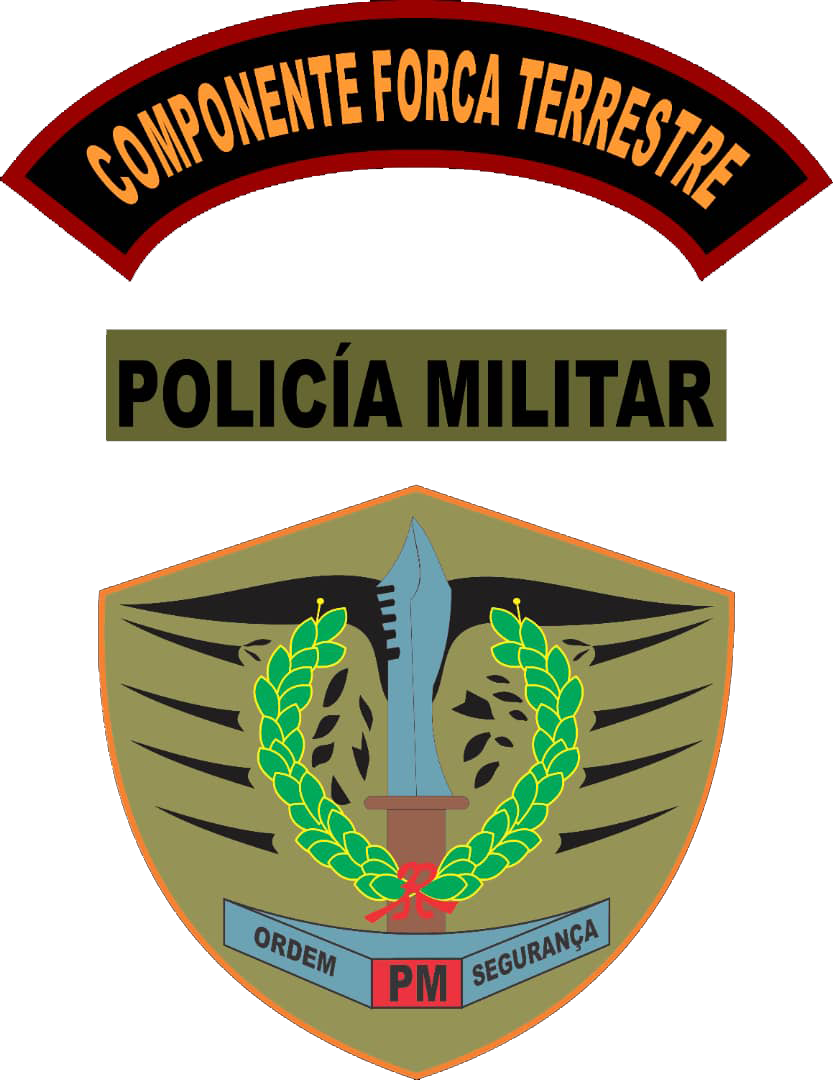
Militärpolizei
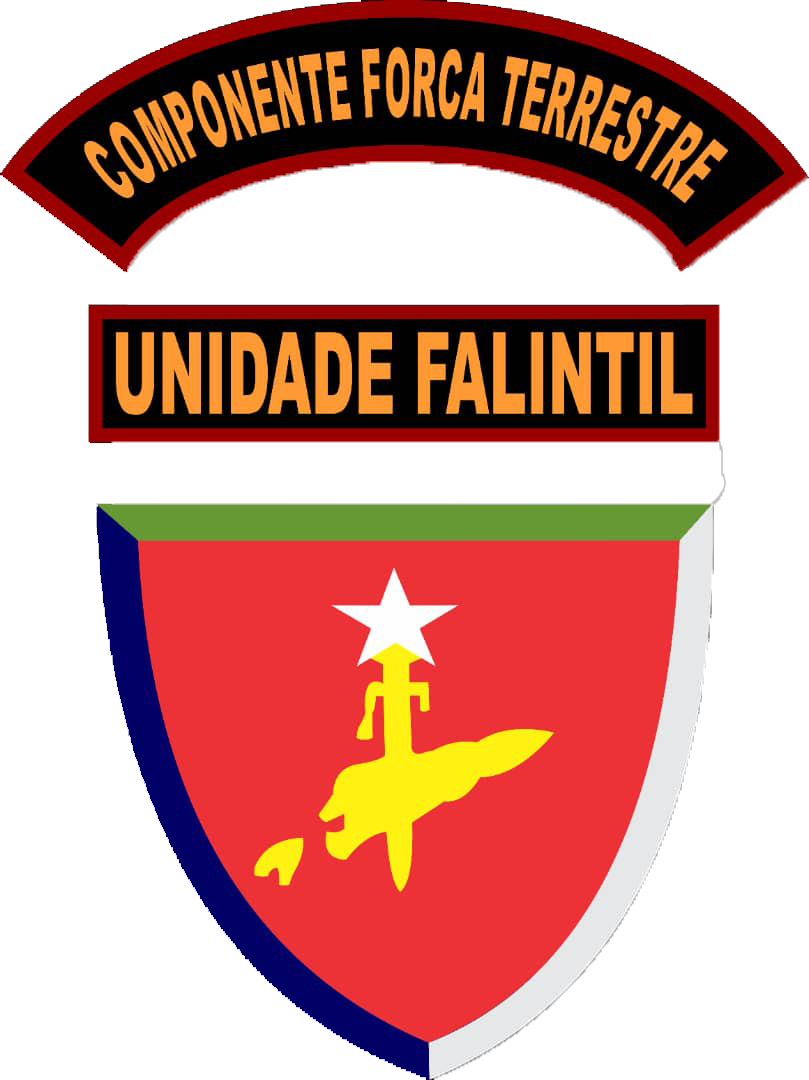
Unidade FALINTIL

## Bewaffnung

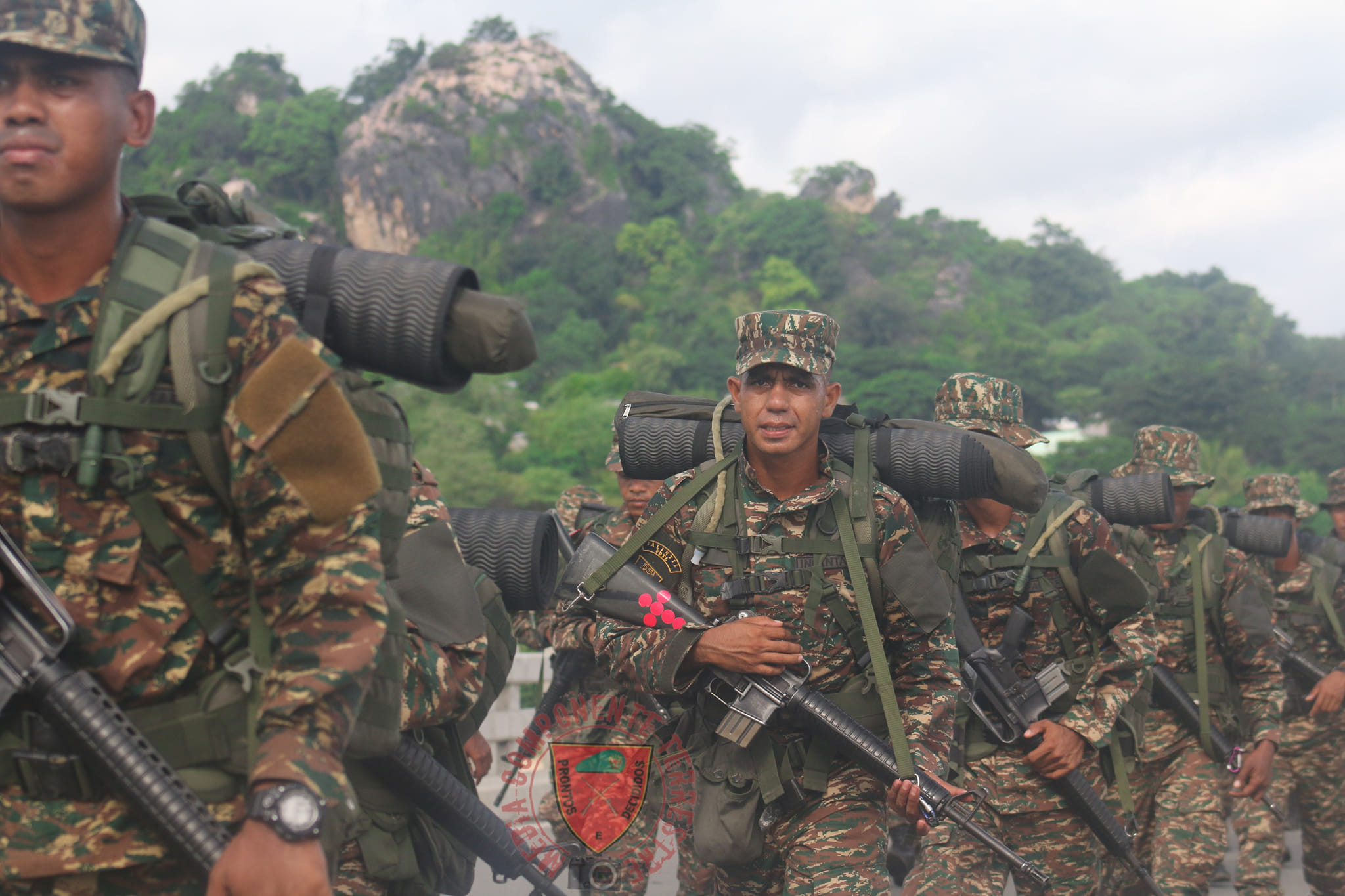
Übungsmarsch

Die Ordonanzwaffen des Heers sind rund 1500 Sturmgewehre M16A2 und 75 belgische FN Minimi MGs sowie rund 50 Pistolen des Typs Colt M1911. Verwendet wird das NATO-Kaliber 5,56 × 45 mm NATO, die durch Operationen leichter zu entfernen ist, weil die Kugeln im Körper des Opfers nicht zersplittern. Außerdem sind in Verwendung 75 M203-Granatwerfer für die M16 Sturmgewehre und acht Scharfschützengewehre. Die Beschaffung von schwerem Gerät, wie Artillerie, Panzer und Luftabwehrsysteme steht noch aus.